# Росляковская Запань
Росляковская Запань  — поселок в Плесецком районе Архангельской области.

## География
Находится в западной части Архангельской области на расстоянии приблизительно 31 км на юго-запад по прямой от административного центра района поселка Плесецк на правом берегу реки Онега.

## История
В 1933 году здесь была построена запань для передержки сплавляемого по реке леса. Название дано по ближайшей деревне, расположенной ниже по течению Онеги. Посёлок после запрета молевого сплава приобрел дачный характер. До 2021 года входил в Оксовское сельское поселение до его упразднения.

## Население
Численность населения: 5 человек (русские 100 %) в 2002 году, 2 в 2010.